# Cimborák – Hegyen-völgyön
A Cimborák – Hegyen-völgyön Homoki Nagy István 1959-ben készült, 1960-ban bemutatott színes, kaland-természetfilmje, a Cimborák – Nádi szélben folytatása. Pletyka, a tacskó kalandjairól ezt követően még két film készült: Pletyka délutánja és a Kurtalábú pásztor.

## Történet
Fickó, a vizsla, Pletyka, a tacskó és Nimród, a héja ezúttal vasúttal mennek a gazdájukkal együtt egy kiállításra. A vasút tilosjelzést kap, Nimród ezt kihasználva zsákmányul ejt egy fácánt. Fickó és Pletyka rögtön Nimród után megy, hogy elvigyék a zsákmányt a gazdinak. Közben a vonat szabadjelzést kap, a három cimbora ott marad a nyílt pályán. Nincs más megoldás: ismét útra kell indulni, hogy hazatérjenek. Az Alföldtől az Északi-középhegységen át tartó út során ismét számtalan szórakoztató, izgalmas és veszélyes kalandokba keverednek. A hazai állatok mellett ezúttal egy Afrikai Gepárddal is találkoznak.

## Stáb
- Írta, rendezte és fényképezte: Homoki Nagy István
- Narrátor: Sinkovits Imre
- Zeneszerző: Vincze Ottó
- Segédoperatőr: Tóth János
- Hangmérnök: Lohr Ferenc
- Vágó: Farkas Zoltán
- Munkatársak: Bodor Gyula, Fejes István, Kázsmér Lajos, Kiss Nándor, Komjáthy Levente, Mátrai Jenő, Paksi István, Pallós Éva, Szabó Ferenc, Szalay Ferenc, Zsoldos Andor
- Színes technika: Dobrányi Géza
- Felvételvezető: Rozsnyay Simon
- Gyártásvezető és segédrendező: Homokiné Zsoldos Zsuzsa
- Felvételek: ÉCLAIR Caméflex felvevőgéppel készült (a Madártani Intézet madár hangjaival)

## Televíziós megjelenés
- MTV, M2, HBO, Duna, TV3, Szolnoki TV, Zemplén TV, TV2, Filmmúzeum